# مارغريت ستوركان
كانت مارغريت آن ستوركان (1 أيلول 1919- 3 كانون الأول 2000) طبيبة أمراض جلدية أمريكية وأستاذة سريرية للأمراض الجلدية في جامعة جنوب كاليفورنيا. كانت معروفة على وجه الخصوص بعملها على متن المستشفى المبحرة المعروفة باسم سفينة س س هوب المتجهة نحو العالم النامي بالإضافة إلى عيادتها الخاصة بالجذام في كاليفورنيا.
تخرجت من كلية الطب في جامعة كريتون في عام 1944، قبل أن تشق طريقها للتدريس ولعيادتها المزدحمة في شاطئ ريدوندو. بالإضافة إلى ذلك، كانت عضو مؤسس مشارك في جمعية تاريخ طب الجلد، كما كانت أول نائبة لرئيس الأكاديمية الأمريكية لطب الجلد، وثاني امرأة يتم انتخابها لعضوية مجلس إدارة الجمعية.

## النشأة
ولدت مارغريت آن ستوركان في 1 أيلول، 1919؛ ودرست في كلية الطب في جامعة كريتون، وحصلت على شهادة الدكتوراه في الطب في عام 1944؛ كما أنها تخصصت بالأمراض الجلدية في جامعة مينيسوتا وجامعة جنوب كاليفورنيا.

## المسيرة المهنية
كانت ستوركان أستاذة سريرية متخصصة بالأمراض الجلدية في جامعة جنوب كاليفورنيا، كما كانت تدير عيادة مزدحمة في شاطئ ريدوندو في كاليفورنيا.
قامت ستوركان بين عامي 1962 و1972 بسبع رحلات على متن المستشفى المبحرة المعروفة باسم س س هوب ("فرصة الصحة لجميع الناس") حيث كانت طبيبة الأمراض الجلدية الوحيدة على متنها. استهدفت السفينة البلدان في العالم النامي، وكانت مهمة ستوركان نقل آخر التطورات في طب الجلد إلى الأطباء المحليين في بلدان هذا العالم. وبدأت بتلوين عنابر مستشفى الجذام. أما على الشاطئ، قامت بإدارة عيادة للجذام تابعة لجامعة جنوب كاليفورنيا في سان بيدرو.
كانت من أوائل مؤسسي جمعية تاريخ طب الجلد في عام 1973، وأصبحت أول نائبة لرئيس الأكاديمية الأمريكية لطب الجلد في نفس العام. كانت ستوركان ثاني امرأة تنتخب لعضوية مجلس إدارة الجمعية، حيث عملت في الفترة بين 1971 و1973.

## الوفاة والإرث
توفيت ستوركان في منزلها في شاطئ ريدوندو، في الثالث من شهر كانون الأول في عام 2000.